# 17720 Manuboccuni
17720 Manuboccuni (1997 XH10) là một tiểu hành tinh vành đai chính được phát hiện ngày 7 tháng 12 năm 1997 bởi M. Tombelli ở Cima Ekar.